# Psaironeura angeloi
Psaironeura angeloi — вид бабок родини Protoneuridae. Описаний у 2016 році.

## Поширення
Вид поширений у Центральній Америці та на північному заході Південної Америки. Описаний зі зразків, що зібрані в Еквадорі, Панамі, Коста-Риці та Нікарагуа. Типове місцезнаходження — невеликий струмок за 5,6 км на північний захід від міста Літа у провінції Есмеральдас в Еквадорі.

## Опис
Вид тісно пов'язаний з Psaironeura remissa — мексиканським/північно-центральноамериканським видом із широкими пласкими чоловічими церками, але відрізняється тим, що на довгих джгутиках генітального язичка відсутній маленький гострий шип, що характерний для P. remissa, губа і кліпеус помаранчево-червоні, а потилиця переважно бліда як у самців, так і у самиць. У житті очі у самців яскраво-червоні проти зелених і чорних у P. remissa.